# 骑马石旧石器时代遗址
骑马石旧石器时代遗址，位于中国广东省韶关市曲江区枫湾镇石下管理区，为曲江区文物保护单位，类型为古遗址，公布时间为1993年6月21日。
骑马石旧石器时代遗址的历史年代为旧石器时代。